# 피아노 소나타 8번 (모차르트)
《피아노 소나타 8번 가단조 K. 310/300d》는 1778년에 볼프강 아마데우스 모차르트가 발표한 피아노 소나타이다. 《피아노 소나타 14번》(다단조 K. 457)과 함께 단음계 형식을 띤 모차르트의 피아노 소나타로서 모차르트가 자신의 생애에서 가장 비극적인 시기 가운데 하나였던 모차르트의 어머니가 사망하던 무렵에 작곡했다.

## 작곡
피아노 소나타의 작곡을 둘러싼 정확한 정황에 대해서는 거의 알려져 있지 않다. 다장조 소나타인 《피아노 소나타 7번》(K. 309 / 284b)와는 달리 모차르트의 서신에는 거의 언급되지 않았다. 살아남은 원고는 모차르트가 프랑스 파리에 있던 시기에 구입한 라장조 교향곡인 《교향곡 31번》(K. 297 / 300a)에 사용된 것과 같은 종류의 종이를 사용하여 쓴 것이다.

## 구성
일반적으로 연주하는 데에 약 22분이 소요되는 모차르트의 《피아노 소나타 8번》은 3악장으로 구성되어 있다.
- 1악장: 알레그로 마에스토소 (Allegro maestoso), 4분의 4박자, 가단조, 소나타 형식
- 2악장: 안단테 칸타빌레 콘 에스프레시오네 (Andante cantabile con espressione), 4분의 3박자, 바장조, 소나타 형식
- 3악장: 프레스토 (Presto), 4분의 2박자, 가단조, 론도 형식
- 모차르트가 이 곡을 1773년에 발표했다는 설도 있다.